# 에르네스트 쇼송

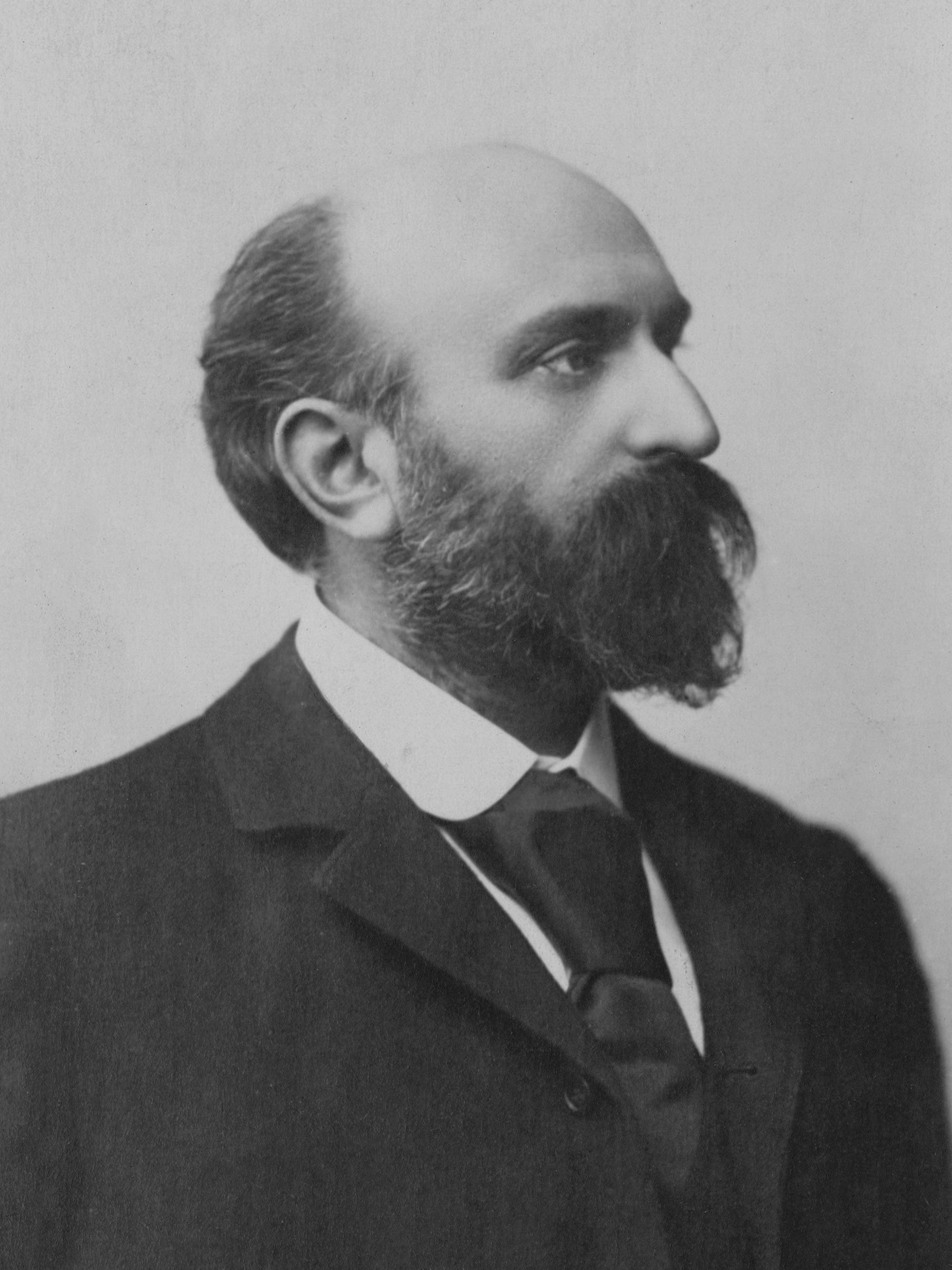

에르네스트 쇼송(프랑스어: Ernest Chausson, 1855년 1월 20일 ~ 1899년 6월 10일)은 파리시에서 태어난 프랑스의 작곡가다. '프랑키스트'의 주요 멤버로서 국민음악협회의 창립에도 많은 힘을 기울였던 쇼숑은 프랑크의 순수절대 음악을 기초로 하여 그 위에 독자적인 색채를 만들어 나갔는데, 그의 악풍(樂風)은 감각적으로 날카롭고, 우수에 찬 것이 많으며 또 자연에 대한 세련된 감수성이 넘쳐 있다. 음은 선명하고 아릅다고 정서는 청순하여 깊은 감동을 주는데, 오페라, 교향곡, 관현악곡, 협주곡, 실내악곡, 피아노곡, 가곡, 합창 등 여러 영역에 걸쳐 작곡했고 그 가운데 《바이올린과 관현악을 위한 시곡》은 널리 알려져 있다.

## 생애
어려서는 법률을 공부했으나, 이에 회의를 느껴 음악가로서는 다소 늦은 감이 있는 25세(1880년)에 '파리 음악원'에 입학하여 음악공부를 시작한다. 이러한 경로는 마치 음악가가 되기 위한 한 통과의례처럼 느껴진다. 왜냐하면 로베르트 슈만, 엑토르 베를리오즈, 표트르 차이콥스키, 모데스트 무소륵스키 등의 숱한 음악가들이 법률이나 의학 또는 그 밖의 다른 길을 걷다가 결국은 음악에 대한 정열과 미련으로 음악가의 험난하고도 어려운 길을 택하고 있기 때문인데, 에르네스트 쇼송 역시 같은 경로를 되밟으며 음악에 대한 그의 길을 결정하였던 것이다.
어려운 결단으로 일단 음악의 길을 선택한 쇼숑은 파리 음악원에서 쥘 마스네(Jules Massenet)와 세자르 프랑크(Cesar Franck)에게 음악수업을 받으면서 프랑크 학파의 전형적인 작곡가로 명성을 쌓기 시작했다.
1886년에 뮌헨과 바이로이트에서 리하르트 바그너의 악극을 접하고 감명해 오페라 《아서 왕 작품번호 23》을 완성하였다. 같은해에 쇼송 은 국민음악운동 단체인 국민음악협회의 서기로 1896년까지 활동하였으며 이와 함께 활발한 작곡 활동도 펼쳤으나, 1899년 6월 10일 자전거를 타고 다운힐로 경사로를 내려가다 벽돌담과 충돌한 사고로 마흔넷이라는 젊은 나이에 세상을 떠났다.

## 작품 경향
프랑크 악파의 주요 일원이었다. 그래서 프랑크의 영향을 많이 받았고, 섬세한 감정과 우수를 담았다. 프랑스 낭만파와 드뷔시를 연결하는 주요 작곡가 중 한 명이다.

## 주요 작품

### 관현악곡
- 교향시 비비안 작품번호 5 (1882, 1887년 개작)
- 교향곡 내림 나장조 작품번호 20 (1889~90)
- 바이올린과 관현악을 위한 시곡 작품번호 25 (1896)
- 교향시 저녁 축제 작품번호 32 (1897~98)

### 부수음악
- 템페스트 작품번호 18(1888)
- 체칠리아의 전설 작품번호 22(1891)

### 실내악
- 피아노 3중주 사단조 작품번호 3 (1881)
- 피아노, 바이올린, 현악 4중주를 위한 협주곡 라장조 작품번호 21 (1889~91)
- 피아노 4중주 가장조 작품번호 30(1897)
- 첼로(또는 비올라)와 피아노를 위한 소품 작품번호 39(1897)
- 현악 4중주 다단조 작품번호 35(1897~99)

### 피아노
- 5개의 환상곡 작품번호 1(1879~80)
- 풍경 작품번호 38(1895)
- 4개의 춤 작품번호 26(1896)

### 가곡
- 7개의 멜로디 작품번호 2(1879~82)
- 4개의 멜로디 작품번호 8(1882~8)
- 4개의 멜로디 작품번호 13((1885~87)
- 사랑과 바다의 시 작품번호 19(1882~90, 92년에 개작)
- 온실 작품번호 24(1893~6)
- 3개의 가곡 작품번호 27(1896)
- 2개의 시 작품번호 34(1898)
- 2개의 멜로디 작품번호 36(1896,98)
- 영원한 노래 작품번호 37 (1898)

### 합창
- 아라비아 칸타타 (1881)
- 베다 찬가 작품번호 9(1886)

### 오페라
- 아서 왕 작품번호 23 (1886~95)

## 같이 보기
- 쇼숑의 작품 목록 (영어판 위키백과)